# Ernst Nisser
Ernst Martin William Nisser, född 28 december 1837 i Vika församling, Kopparbergs län, död 24 november 1898 i Kopparbergs församling, var en svensk bruksägare, direktör och riksdagsman.
Ernst Nisser var son till William Nisser (1801–1893). Han tog bergsexamen 1862. Han var VD för Kopparberg-Hofors sågverksaktiebolag från 1890. Han var ledamot av första kammaren 1893–1898 för Kopparbergs län.
Han var far till William Nisser (1882–1960), farfar till Peter Nisser och Per-Erik Nisser, samt farfarsfar till Per-Samuel Nisser.